# Le Vieux Émosson
Le Vieux Émosson est un ancien alpage de Suisse noyé depuis 1955 par les eaux du lac du Vieux Émosson créé par le barrage du même nom. Le toponyme désigne depuis les rivages du lac où se trouve notamment un site paléontologique constitué d'empreintes de pas et de rides de courant.

## Toponymie
« Émosson » désigne l'alpage situé à l'est, plus bas dans la vallée, à environ 1 800 mètres d'altitude ; le terme proviendrait d'une agglutination de « des mossons », c'est-à-dire « des génisses ». « Vieux » viendrait du latin viduus, « veuf », en raison de l'isolement du site. Cette étymologie aurait également donné le nom à la Veudale, petit sommet voisin de l'alpage. « Vieux » et « Veudale » seraient ainsi issus de la même origine, peut-être *Vidulus et *Vidala, le « (petit) veuf » et la « veuve ». Ces deux noms seraient à rattacher à la racine pan-celtique vidu-, « arbre », « bois », mais ce cirque est singulièrement dépourvu de toute végétation sylvestre.

## Géographie

### Localisation
Le Vieux Émosson est situé dans le sud-ouest de la Suisse et du canton du Valais, sur la commune de Finhaut. Il se trouve dans le massif du Giffre, dans un cirque naturel à plus de 2 200 mètres d'altitude dominé au nord par l'Œil de Bœuf (2 652 mètres) et la pointe de la Finive (2 838 mètres), à l'ouest par la pointe des Cavales (2 778 mètres), la tête du Grenairon (2 734 mètres) et le Cheval Blanc (2 830 mètres) et au sud par la pointe à Corbeau (2 686 mètres), la pointe de la Terrasse (2 732 mètres), l'aiguille du Charmoz (2 654 mètres) et le Grand Perron (2 673 mètres). Ces sommets sont situés sur la crête où passe la frontière avec la France. Le cirque s'ouvre à l'est sur le site d'Émosson avec lequel il communique par la gorge du Vieux, drainée par le Nant de la Drance, et la gorge de la Veudale, séparées par le petit sommet de la Veudale (2 492 mètres). Tout au sud, au pied de la pointe de la Terrasse (dont le sommet en lui-même se trouve en France), se loge le lac Vert dans une petite cuvette à 2 610 mètres d'altitude.

### Géologie

#### Contexte structural et minéralogique
Le Vieux Émosson est situé dans le domaine structural de l’Helvétique. La moitié orientale de l'alpage est située sur les socles cristallins paléozoïques du massif des aiguilles Rouges tandis que la moitié occidentale est creusée dans les couvertures sédimentaires mésozoïques de la nappe de Morcles constituant notamment les dents du Midi. La limite entre les deux domaines passe sous les falaises de l'Œil de Bœuf au nord, se dirige vers le sud à l'ouest du barrage et rejoint le col de Corbeau en passant par le sommet de la Veudale.
Le socle paléozoïque est ici composé de gneiss œillés issus du métamorphisme d'un granite (orthogneiss) et contenant localement des passées de micaschistes voire d'amphibolites. En surface, les gneiss sont généralement altérés (de 2 à 10 m de profondeur voire plus) et arborent une coloration rouge, violacée ou verte. Le dernier mètre présente une allure arkosique et contient des nodules de dolomie ferrugineuse. La surface est irrégulière est présente parfois des restes de paléosol où se sont concentrés des oxydes de fer et de jaspe rouge à blanc.
Les grès quartzitiques constituant la formation du Vieux Émosson forme la majeure partie du Trias du massif des aiguilles Rouges,. Ils reposent de manière discordante sur le socle paléozoïque. Les grès décrivent des dépôts fluviatiles évoluant vers des séries marines vers le sommet. Bien qu’azoïque (i.e. dépourvue de fossiles), la formation du Vieux Emosson a pu être daté au Trias précoce à moyen grâce à la présence d’empreintes au sud du lac du Vieux Emosson.

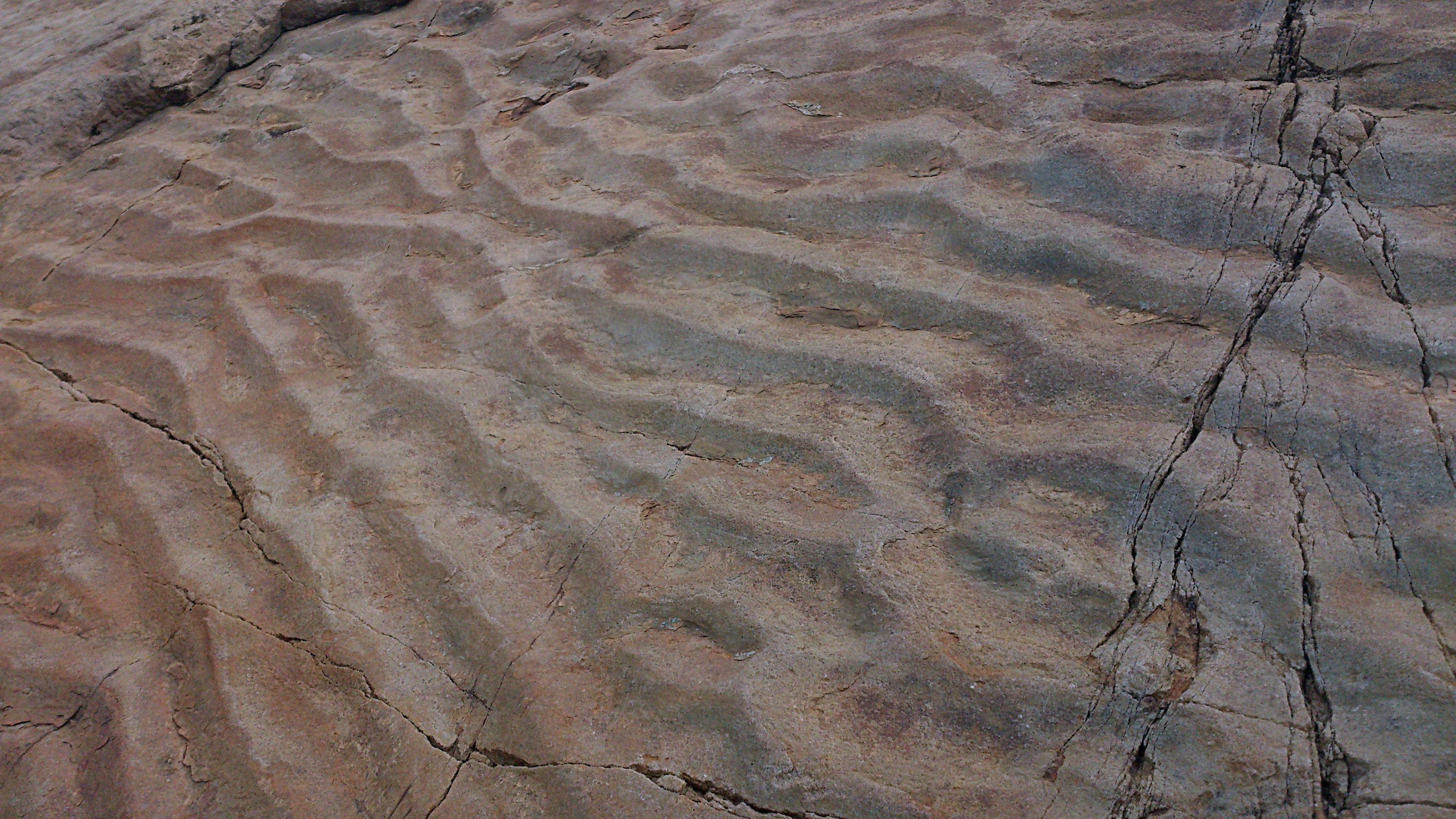
Rides de courant.

#### Empreintes de pas
Les pistes d'empreintes se concentrent sur le versant suisse du col de la Terrasse à l'extrémité sud-est du cirque (46° 02′ 56″ N, 6° 53′ 04″ E). La dalle inclinée de 40° a été découverte par Georges Bronner le 23 août 1976 grâce à la fonte partielle du névé recouvrant en permanence le vallon après une période de sécheresse et de canicule. Il s'agit d'un des plus grands gisements européens à affleurement naturel avec près de 800 empreintes réparties sur 350 m2. Contrairement à une idée générale, ces empreintes n’appartiennent pas à des dinosaures mais à des pseudosuchiens auxquels appartiennent notamment les crocodiles. Le site est protégé par arrêté du Conseil d’État du Canton du Valais en date du 9 novembre 1983, puis reconnu par l’Académie suisse des sciences naturelles comme géotope d’importance nationale en 1996,. Les empreintes sont généralement accessibles entre la mi-juillet et la fin octobre mais l'érosion météorique devrait les faire disparaitre d'ici à 2020-2030. Des moulages ont été effectués et sont conservés au Muséum d'histoire naturelle de Genève.
Deux groupes d'empreintes sont initialement décrits : un groupe d'empreinte pentadactyle de type chirotherium (en) de 20 cm de longueur et attribué à l'ichnogenre Isochirotherium ; et un groupe plus fréquent d'empreintes tridactyles affiliées aux premiers dinosaures du Trias,. Ces empreintes permettaient aux auteurs de proposer un âge Trias moyen à tardif. Une première révision précisa les déterminations des chirotheriums (genres Brachychirolherium et Isochirotherium) et attribua les empreintes tridactyles à des dinosaures ornithischiens dont la plupart étaient décrites comme de nouvelles ichnoespèces des genres Paratrisauropus, Deuterosuaropodus et Pachysaurichium. Ces déterminations permettaient aux auteurs de préciser l'âge Ladinien à Carnien. Néanmoins ces interprétations ont par la suite été remis en cause et toutes les empreintes sont maintenant attribuées à des chirotheriums,, des reptiles mesurant entre deux et quatre mètres de haut et pesant moins de 500 kg.

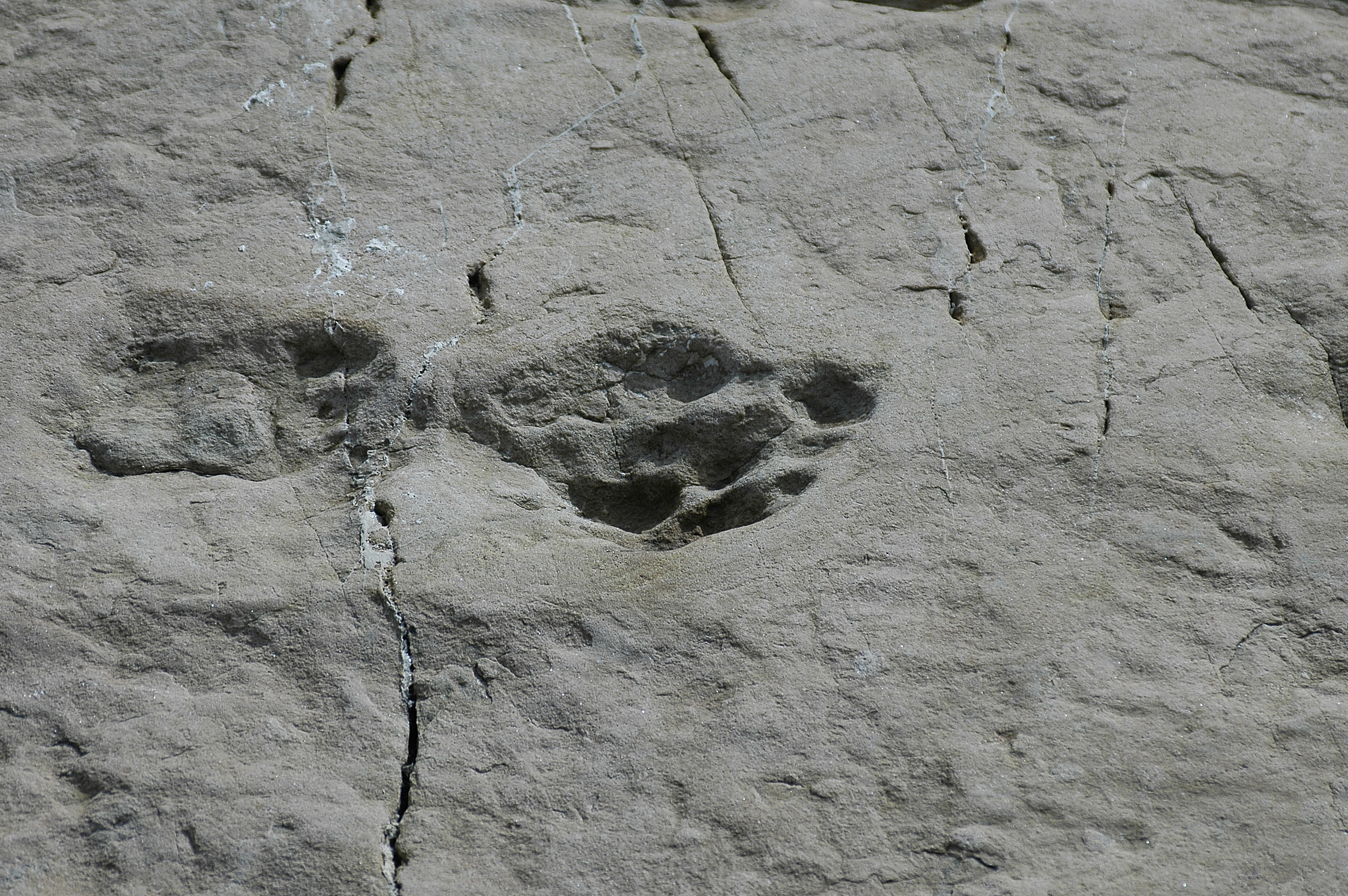
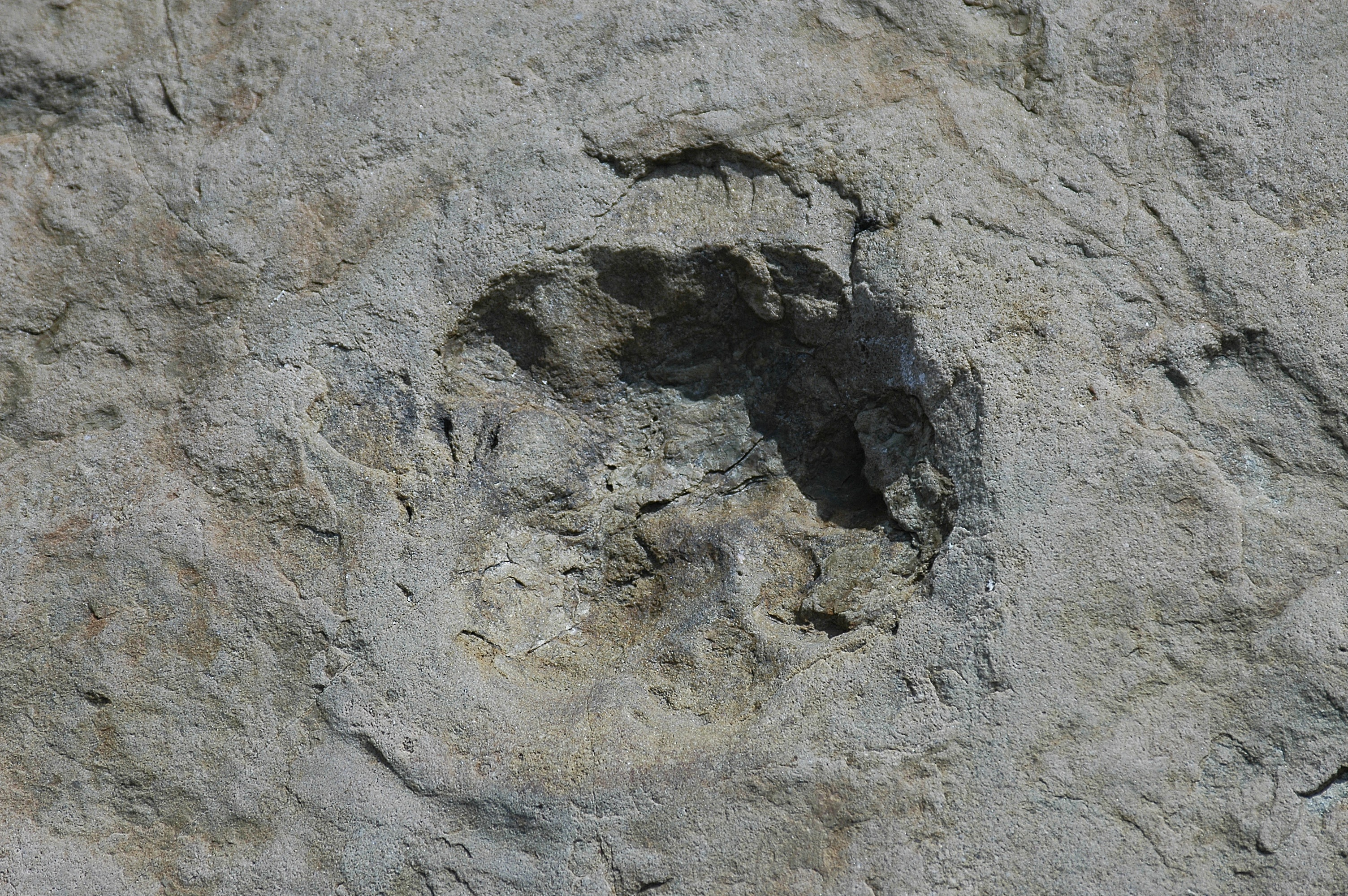
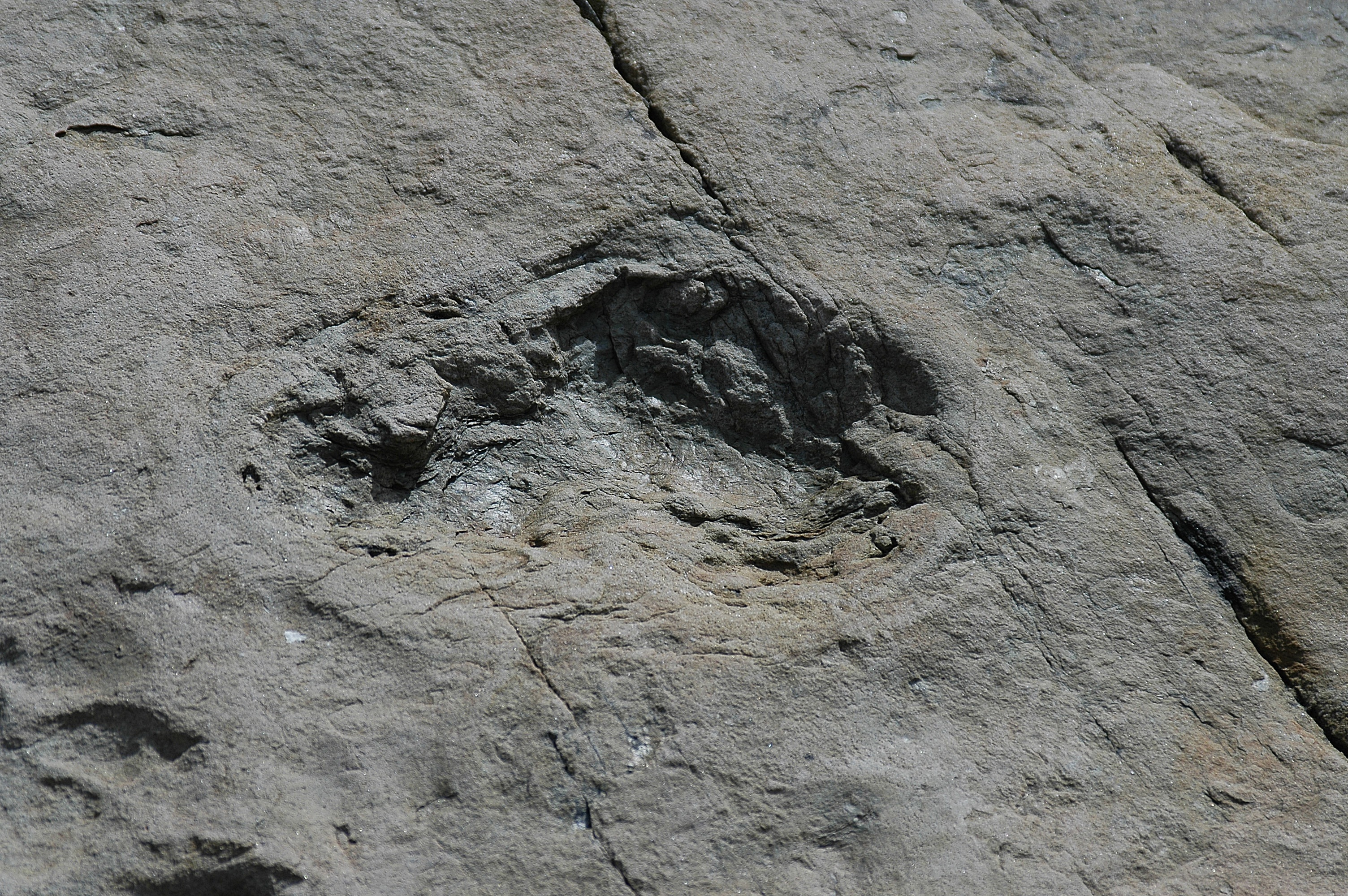
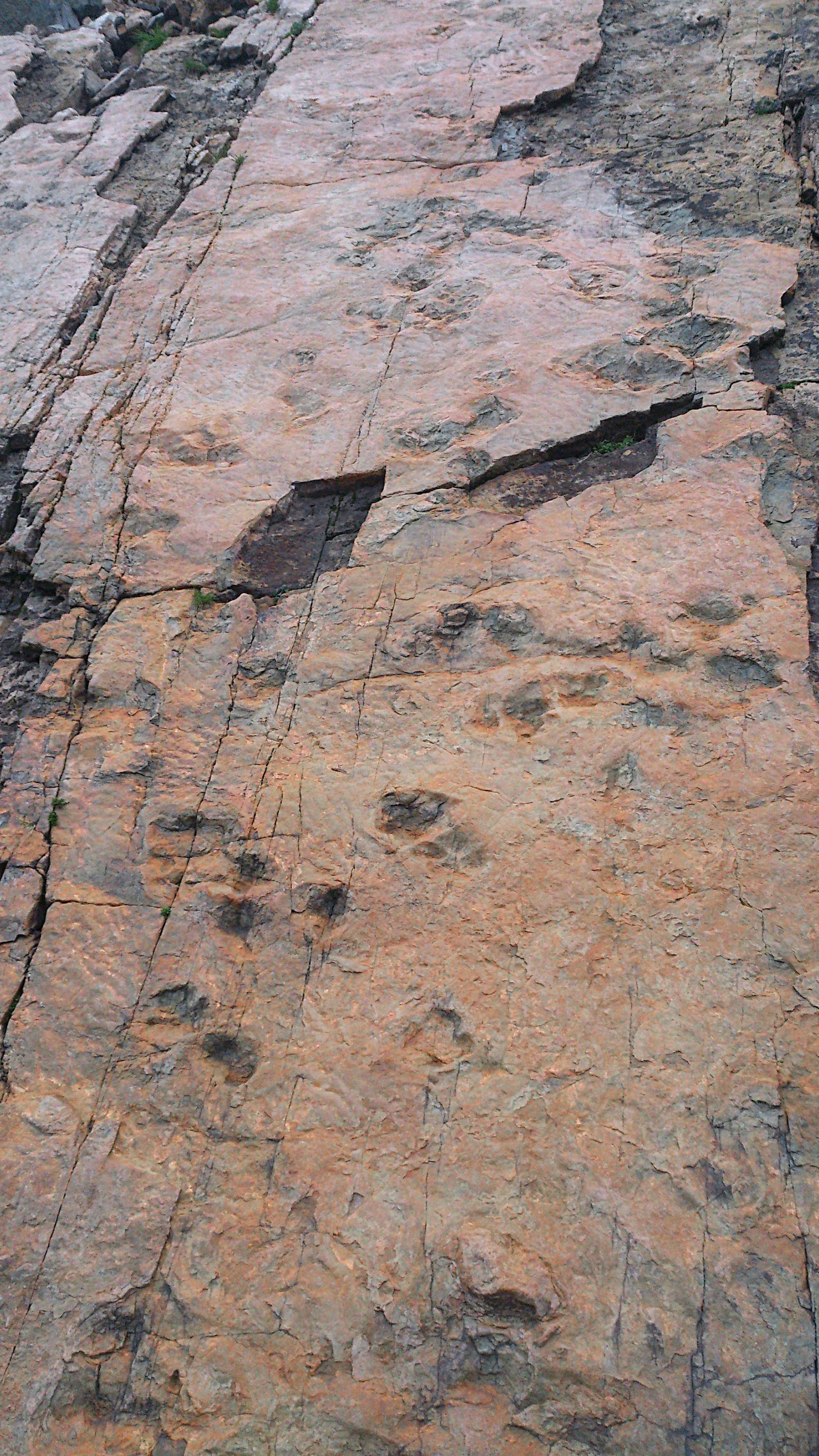
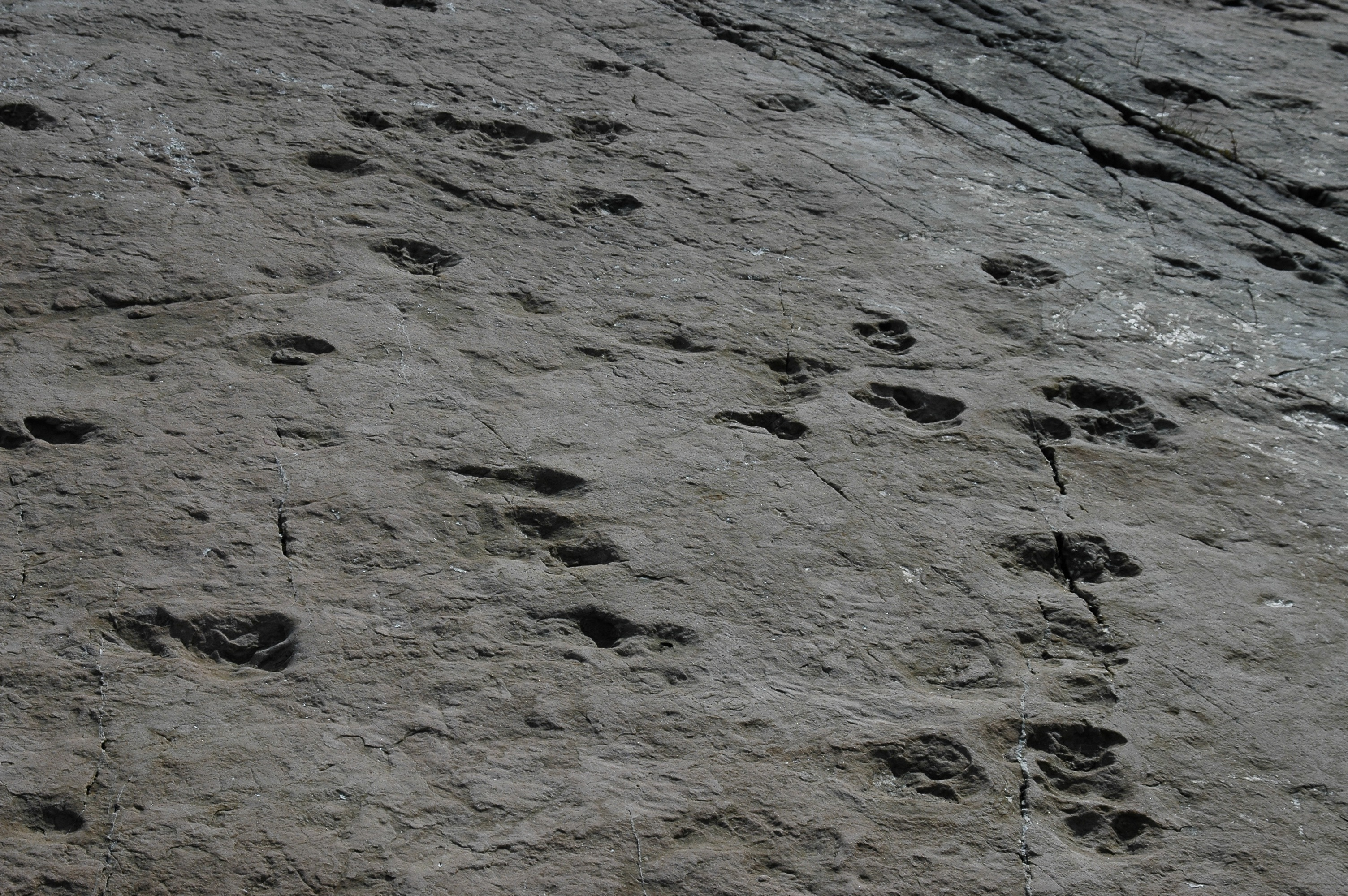

En 2020, après une décennie de déneigement important liée à des étés chauds, des empreintes de pas fossilisées de type Isochirotherium herculis sont retrouvées sur des dalles de grès des sites paléontologiques de la Veudale près d’Emosson et d’Emaney, à 2400 m d'altitude. Elles indiquent la présence d’une ancienne voie longue de 6,4 km, quasi rectiligne, empruntée par ces animaux bipèdes il y a 240 millions d’années (Trias), avant la formation des Alpes. À l'époque où elles ont été laissées, la zone se trouvait au niveau de la mer. Les chercheurs soulignent que l’élément le plus remarquable de cette longue voie est d’être quasi rectiligne, ce qui révèle que ces archosaures (« proto-dinosaures ») entreprenaient des déplacements au long cours quasi en ligne droite, rappelant le cheminement d’animaux actuels en activité de migration, comme les zèbres ou certaines antilopes des savanes africaines,,.

## Histoire
L'alpage est noyé par le lac du Vieux Émosson à la suite de la mise en eau du barrage du même nom en 1955. De 2008 à 2022, la construction de la centrale hydroélectrique de Nant de Drance comprend la surélévation du barrage de vingt mètres, ce qui entraîne d'autant la hausse de la côte du lac et donc une étendue ennoyée plus grande.